# Volvo PV51
Der Volvo PV51 (und seine Varianten bis PV 57) ist ein Personenwagen, der von Volvo in den Jahren 1936 bis 1945 gebaut wurde. Er löste die PV 650-659-Reihe ab.
Angetrieben wurde der Wagen von einem Sechszylinder-Reihenmotor mit einem Hubraum von 3670 cm³, der 86 PS (63 kW) leistete. Üblicherweise wurde er als viertürige Limousine geliefert, doch gab es auch Cabriolets, deren Aufbauten der Stockholmer Karosseriehersteller Nordberg zulieferte, Krankenwagen und Lieferwagen.
Die ursprünglichen Modelle PV 51 und PV 52 gab es von 1936 bis 1938. Im Herbst 1938 erschienen die modernisierten Modelle PV 53 bis PV 57.
Im Einzelnen gab es die folgenden Modelle:
- PV 51: 	Standardmodell. 1936–1938. 1754 Stück.
- PV 51 ch:  Fahrgestell. 1936–1938. 205 Stück.
- PV 52: 	Luxusmodell. 1937–1938. 1046 Stück.
- PV 53:	Standardmodell. 1938–1945. 1204 Stück.
- PV 54:	Standardmodell mit angesetztem Kofferraum. 1938–1945. 814 Stück.
- PV 55:	Luxusmodell. 1938–1945. 286 Stück.
- PV 56:	Luxusmodell mit angesetztem Kofferraum. 1938–1945. 1321 Stück.
- PV 57:	Fahrgestell. 1938–1945. 275 Stück.

Die Produktion wurde auch während des Zweiten Weltkriegs, an dem Schweden nicht teilnahm, fortgesetzt. Allerdings sanken die Stückzahlen wegen des Materialmangels, der auch in Schweden spürbar war.
1946 wurden diese Modellreihe schließlich durch den Volvo PV60 abgelöst.

## Galeriebilder

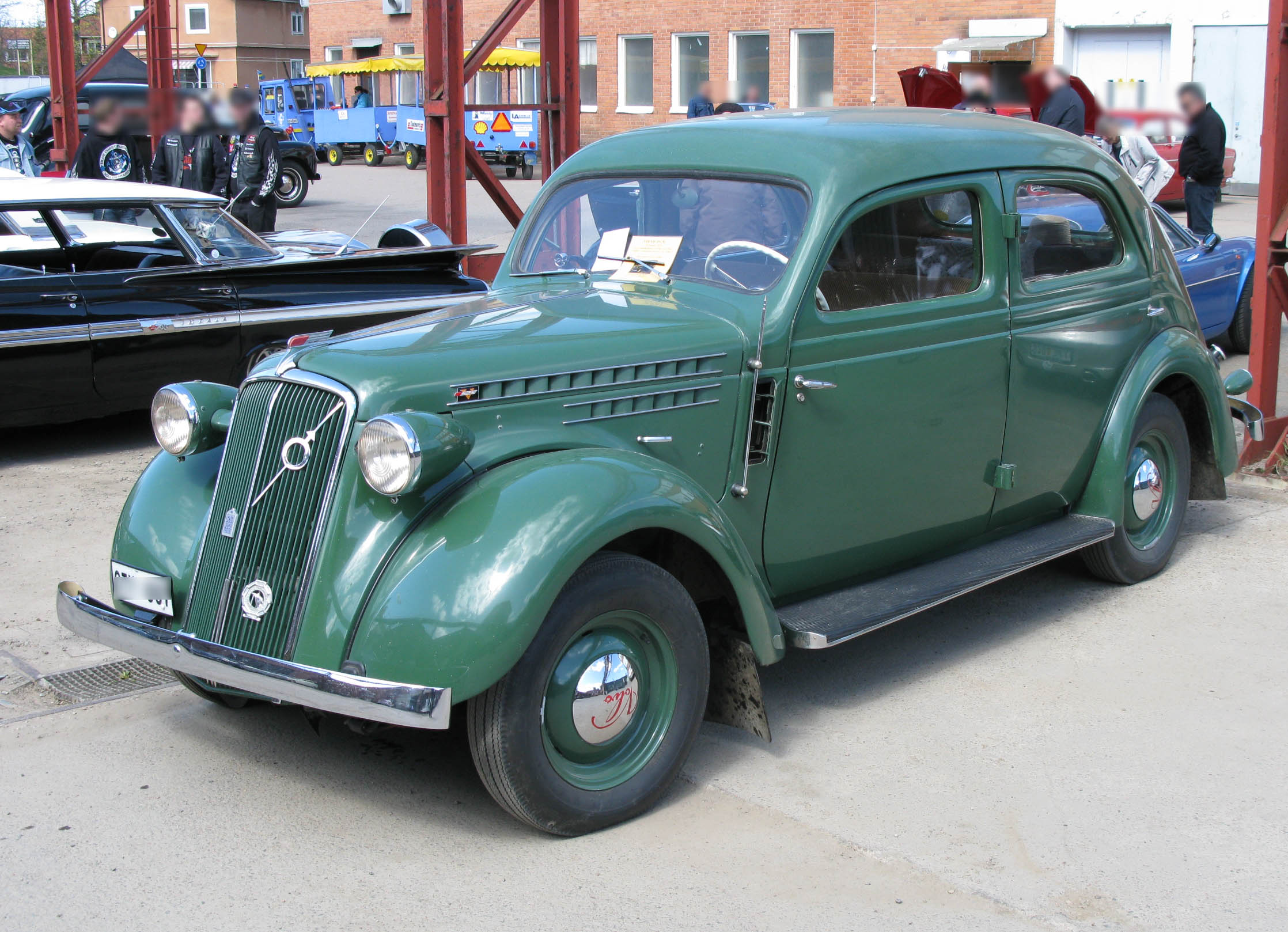
Volvo PV 52
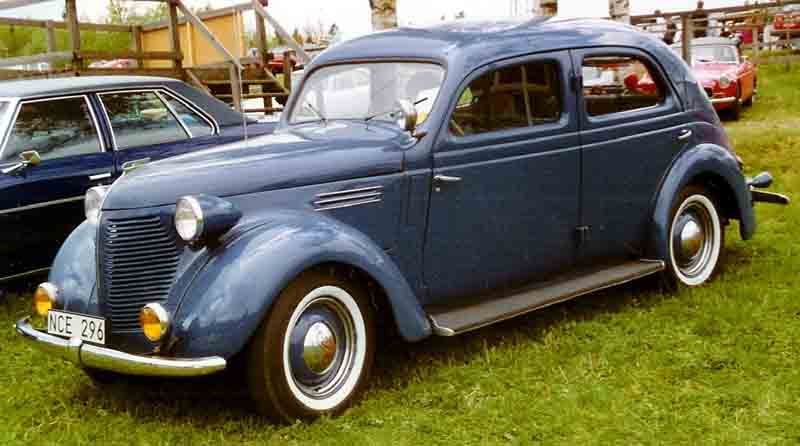
Volvo PV 53
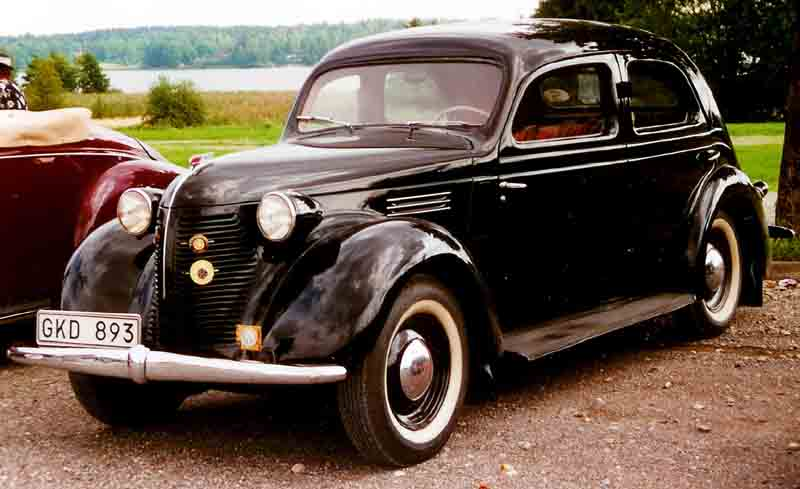
Volvo PV 56